# Testamento di Lenin
Il Testamento di Lenin, o Lettera al Congresso del Partito Bolscevico, è un documento, storicamente accertato come veritiero, in cui il leader bolscevico, ormai vicino alla morte, affronta i problemi organizzativi interni al partito e giudica, con toni spesso violentemente critici, l'operato dei dirigenti. Lo scritto, reso pubblico in URSS nel 1956, all'inizio del processo di destalinizzazione, è citato dalla storiografia come prova dei contrasti ideologici e caratteriali tra Lenin e Stalin.

## Storia

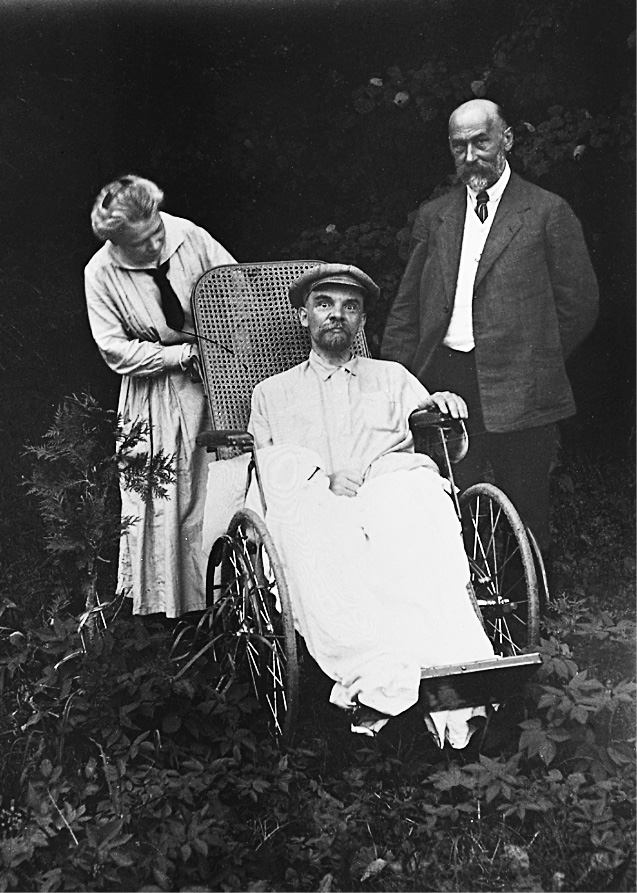
L'ultima foto di Lenin

La Lettera sarebbe stata dettata da Lenin, reso invalido e incapace di scrivere a seguito di un ictus cerebrale, alla sua stenografa Marija Volodičeva, tra il 23 e il 26 dicembre 1922, durante il soggiorno nella casa di cura a Gorkij.
Il testo presenta una nota datata 4 gennaio 1923 in cui Lenin avrebbe proposto esplicitamente al Congresso la rimozione di Stalin (giudicato "troppo brutale") dalla carica di segretario generale del partito.
La prima parte del testo indica la necessità di aumentare l'effettivo del Comitato Centrale facendovi entrare operai e contadini (50-100 membri) e delinea i ritratti dei maggiori esponenti del partito candidati alla sua successione. Di Stalin e Trockij scriveva:
"Io penso che, da questo punto di vista, fondamentali per la questione della stabilità siano certi membri del CC come Stalin e Trockij. I rapporti tra loro, secondo me, rappresentano una buona metà del pericolo di quella scissione, che potrebbe essere evitata e ad evitare la quale, a mio parere, dovrebbe servire, tra l'altro, l'aumento del numero dei membri del CC a 50 o a 100 persone."
Poi continua:
"Il compagno Stalin, divenuto segretario generale, ha concentrato nelle sue mani un immenso potere, e io non sono sicuro che egli sappia servirsene sempre con sufficiente prudenza. D'altro canto, il compagno Trockij come ha già dimostrato la sua lotta contro il CC nella questione del commissariato del popolo per i trasporti, si distingue non solo per le sue eminenti capacità. Personalmente egli è forse il più capace tra i membri dell'attuale CC, ma ha anche una eccessiva sicurezza di sé e una tendenza eccessiva a considerare il lato puramente amministrativo dei problemi."
Il 4 gennaio aggiunge riguardo a Stalin:
"Stalin è troppo grossolano, e questo difetto, del tutto tollerabile nell'ambiente e nel rapporto tra noi comunisti, diventa intollerabile nella funzione di segretario generale. Perciò propongo ai compagni di pensare alla maniera di togliere Stalin da questo incarico e di designare a questo posto un altro uomo che, a parte tutti gli altri aspetti, si distingua dal compagno Stalin solo per una migliore qualità, quella cioè di essere più tollerante, più leale, più cortese e più riguardoso verso i compagni, meno capriccioso, ecc. Questa circostanza può apparire una piccolezza insignificante. Ma io penso che, dal punto di vista dell'impedimento di una scissione e di quanto ho scritto sopra sui rapporti tra Stalin e Trockij, non è una piccolezza, ovvero è una piccolezza che può avere un'importanza decisiva."
Così giudica gli altri membri del comitato centrale:
"Non continuerò a caratterizzare gli altri membri del CC secondo le loro qualità personali. Ricordo soltanto che l'episodio di cui sono stati protagonisti nell'ottobre Zinov'ev e Kamenev non fu certamente casuale, ma che d'altra parte non glielo si può ascrivere personalmente a colpa, così come il non bolscevismo a Trockij.
Dei giovani membri del CC, voglio dire qualche parola su Bucharin e Pjatakov. Sono queste, secondo me, le forze più eminenti (tra quelle più giovani), e riguardo a loro bisogna tener presente quanto segue: Bucharin non è soltanto un validissimo e importantissimo teorico del partito, ma è considerato anche, giustamente, il prediletto di tutto il partito, ma le sue concezioni teoriche solo con grandissima perplessità possono essere considerate pienamente marxiste, poiché in lui vi è qualcosa di scolastico (egli non ha mai appreso e, penso, mai compreso pienamente la dialettica).
Ed ora Piatakov: è un uomo indubbiamente di grandissima volontà e di grandissime capacità, ma troppo attratto dal metodo amministrativo e dall'aspetto amministrativo dei problemi perché si possa contare su di lui per una seria questione politica.
Naturalmente, sia questa che quella osservazione sono fatte solo per il momento, nel presupposto che ambedue questi eminenti e devoti militanti trovino l'occasione di completare le proprie conoscenze e di eliminare la propria unilateralità."
Zinov'ev e Kamenev, accusati di aver complottato per rovesciare il governo sovietico, saranno condannati a morte nei processi del 1936. Bucharin e Pjatakov formeranno l'opposizione di destra e saranno giustiziati con le stesse accuse nel 1938. Trockij, esiliato dall'Unione Sovietica nel 1929, fonderà la Quarta Internazionale prima di essere ucciso da Ramón Mercader nel 1940.
Dopo la morte di Lenin, il Testamento fu presentato alla commissione del Comitato Centrale. Il testo della lettera venne reso pubblico da Nikita Chruščёv nel 1956, nel corso del XX Congresso del PCUS; nello stesso anno avvenne la sua pubblicazione integrale.

## Lev Trockij sul testamento
È vero che in un suo scritto, lo stesso Trockij, affermava che Lenin non avrebbe lasciato nessun testamento in quanto ciò sarebbe stato contrario al carattere del partito stesso e spiegava come la stampa estera borghese aveva interpretato come un ipotetico lascito una lettera sulla quale erano riportati consigli di carattere organizzativo che sono stati presi in considerazione nel XIII congresso; aggiunge inoltre che le voci riguardo all'occultamento del "testamento" erano infondate e andavano contro l'effettivo volere di Lenin. La smentita data da Trockij rispondeva a ragioni diplomatiche, e alla ricerca di un accordo tra le due fazioni che si scontravano all'interno del partito, prima della rottura totale tra la maggioranza stalinista e l'opposizione trockista. Peraltro, Lev Trockij è stato anche criticato da una parte dei suoi sostenitori per non essersi avvalso per tempo, in funzione antistalinista, del documento in questione.
Nel 2003 uno studioso russo, il docente dell'Università Statale di Mosca V.A. Sacharov pubblicò il libro "Il testamento politico di Lenin. Verità storiche e miti della politica" in cui viene messa in dubbio la paternità leniniana di numerosi passaggi del documento. Una tesi analoga è stata sostenuta nel 2008 dallo studioso italiano Luciano Canfora che, nel saggio La storia falsa (Rizzoli), ha affermato che il testamento di Lenin fu manipolato per screditare Trockij su ordine di Stalin, con l'inserimento di un breve inserto che ne ricordava i trascorsi menscevichi: "Così come il non bolscevismo a Trockij".